# Anne Perry
Anne Perry, pseudonimo di Juliet Marion Hulme (Londra, 28 ottobre 1938 – Los Angeles, 10 aprile 2023), è stata una scrittrice e assassina britannica, autrice delle celebri serie di romanzi polizieschi storici incentrati sui personaggi di Thomas Pitt e William Monk. Nel 1954, a 15 anni, fu condannata per concorso in omicidio della madre di un'amica; dopo aver scontato cinque anni di carcere la futura scrittrice cambiò nome.

## Biografia

### Giovinezza e coinvolgimento nel delitto
Figlia del professor Henry Hulme, fisico e rettore dell'Università di Canterbury in Christchurch, alla giovane Anne (all'epoca ancora Juliet) venne diagnosticata la tubercolosi, sicché fin dalla tenera età viaggiò in molti posti caldi del mondo (Caraibi, Sudafrica, ecc.) nel tentativo di migliorare la sua salute. All'età di 13 anni si riunì con il padre, che si trasferì all'Università di Cambridge della Nuova Zelanda. Qui conobbe Pauline Rieper, una ragazza con cui entrò in forte amicizia, al punto che molti all'epoca vollero vedervi connotazioni omosessuali. La famiglia Hulme era vicina al divorzio, e così Juliet pensò che sarebbe potuta tornare in Inghilterra con l'amica. La madre di Pauline, Honora Parker, era decisamente contraria, così nel 1954 Juliet e Pauline la uccisero, colpendola alla testa per venti volte con un mezzo mattone infilato dentro a una calza.
Il processo per omicidio ebbe eco internazionale e sollevò l'indignazione pubblica. Il 29 agosto 1954 Juliet e Pauline vennero condannate per omicidio, ma - essendo appena sedicenni - ottennero una pena inferiore a quella prevista: cinque anni di detenzione e il divieto assoluto di incontrarsi di nuovo. Il clamore che ebbe la vicenda fece sì che questa venisse trasposta per il cinema ben due volte: la prima in un film francese del 1971, E non liberarci dal male (Mais ne nous délivrez pas du mal), la seconda in un film neozelandese del 1994, Creature del cielo (Heavenly Creatures), diretto da Peter Jackson.

### La nuova vita
Finita la detenzione, Juliet partì dalla Nuova Zelanda per l'Inghilterra, poi dopo un periodo negli Stati Uniti si trasferì in Scozia, nel paese di Portmahomack, dove visse con la madre. Il padre, eminente scienziato, guidò il programma britannico della bomba all'idrogeno. Juliet si cimentò con la scrittura e nel 1979 diede alle stampe il suo primo romanzo: Il boia di Cater Street (The Cater Street Hangman). Per tagliare i ponti con il passato, prese lo pseudonimo di Anne Perry, dal cognome del suo patrigno, e nel 2009 le venne assegnato dall'associazione Malice Domestic il Premio Agatha alla carriera. Iniziò così una prolifica carriera letteraria, che affronta i vari generi della letteratura gialla. Sia Anne Perry che l'amica di una volta, Pauline Parker, vissero in Gran Bretagna, ma dal giorno del processo non si sono più incontrate.

## Opere

### Serie di Thomas Pitt
I titoli sono presentati rispettando il senso cronologico della storia.
1. 1979 - Il boia di Cater Street (The Cater Street Hangman), Il Giallo Mondadori n. 1720; I Classici del Giallo Mondadori n. 828
2. 1980 - I peccati di Callander Square (Callander Square), Il Giallo Mondadori n. 1792; I Classici del Giallo Mondadori n. 828
3. 1981 - I misteri di Paragon Walk (Paragon Walk), Il Giallo Mondadori n. 1816; I Classici del Giallo Mondadori n. 841
4. 1981 - I bassifondi di Resurrection Row (Resurrection Row), Il Giallo Mondadori n. 2225
5. 1984 - Tragedia a Bluegate Fields (Bluegate Fields), Il Giallo Mondadori n. 2174
6. 1983 - Delitti a Rutland Place (Rutland Place), Il Giallo Mondadori n. 2292
7. 1985 - Incubo a Devil's Acre (Death in Devil's Acre), Il Giallo Mondadori n. 2140; I Classici del Giallo Mondadori n. 935
8. 1987 - Scandalo a Cardington Crescent (Cardington Crescent), Il Giallo Mondadori n. 2128; I Classici del Giallo Mondadori n. 885
9. 1988 - Silenzio in Hanover Close (Silence in Hanover Close), Il Giallo Mondadori n. 2190
10. 1990 - Intrighi a Bethlehem Road (Bethlehem Road), Il Giallo Mondadori n. 2216
11. 1991 - Incendio a Highgate Rise (Highgate Rise), Il Giallo Mondadori n. 2268
12. 1992 - Ombre su Belgrave Square (Belgrave Square), Il Giallo Mondadori n. 2320
13. 1993 - Veleni a Farrier's Lane (Farrier's Lane), Il Giallo Mondadori n. 2375
14. 1994 - Il parco delle teste tagliate (The Hyde Park Headsman), Il Giallo Mondadori n. 2475
15. 1995 - L'arco dei traditori (Traitors Gate), Il Giallo Mondadori n. 2633
16. 1996 - Il battesimo (Pentecost Alley), trad. di Grazia Maria Griffini, Collana Superblues, Milano, Mondadori, 1997, ISBN 88-04-43011-7 [finalista all'Edgar Award 1997]; Il Giallo Mondadori n. 2681, 18 giugno 2000; Collana Oscar Varia, Mondadori, 2003, ISBN 978-88-045-1325-4
17. 1997 - Il maniero (Ashworth Hall), trad. di Grazia Maria Griffini, Collana Superblues, Milano, Mondadori, 1998, ISBN 978-88-044-5136-5; Il Giallo Mondadori n. 2737, 15 luglio 2001
18. 1998 - Assassinio a Brunswick Gardens (Brunswick Gardens), trad. di Marco Bertoli, Il Giallo Mondadori n. 3154, 2017
19. 1999 - Bedford Square (Bedford Square), Il Giallo Mondadori n. 2703
20. 2000 - I segreti di Half Moon Street (Half Moon Street), Il Giallo Mondadori n. 2774
21. 2001 - Il complotto di Whitechapel (The Whitechapel Conspiracy), I Classici del Giallo Mondadori n. 969
22. 2002 - La medium di Southampton Row (Southampton Row), I Classici del Giallo Mondadori n. 1014
23. 2003 - L'amante egiziana (Seven Dials), I Classici del Giallo Mondadori n. 1053
24. 2005 - In un vicolo cieco (Long Spoon Lane), trad. di Simona Fefè, Collezione Immaginario Dark, Roma, Fanucci Editore, 2004, ISBN 978-88-347-1046-3; Il Giallo Mondadori n. 3075
25. 2008 - Congiura a Buckingham Palace (Buckingham Palace Gardens), Il Giallo Mondadori n. 3093
26. 2011 - Tradimento a Lisson Grove (Betrayal at Lisson Grove), Il Giallo Mondadori n. 3110
27. 2012 - Gli inganni di Dorchester Terrace (Dorchester Terrace), Il Giallo Mondadori n. 3128
28. 2013 - Mezzanotte a Marble Arch (Midnight at Marble Arch), Il Giallo Mondadori n. 3144
29. 2014 - Morte a Blackheath (Death on Blackheath), Il Giallo Mondadori n. 3157
30. 2015 - L'enigma di Angel Court (The Angel Court Affair), Il Giallo Mondadori n.3176
31. 2016 - L'infamia di Lancaster Gate (Treachery at Lancaster Gate), Il Giallo Mondadori n.3181
32. 2016 - Omicidio sul Serpentine (Murder on the Serpentine), Il Giallo Mondadori n.3193

### Serie di Daniel Pitt[3]
1. 2017 - Ventuno giorni (Twenty-One Days), trad. Marco Bertoli, Il Giallo Mondadori n.3198, dicembre 2020
2. 2018 - Tre volte colpevole (Triple Jeopardy), trad. Marco Bertoli, Il Giallo Mondadori n.3210, dicembre 2021
3. 2020 - Errore fatale (One Fatal Flaw), trad. Marco Bertoli, Il Giallo Mondadori n.3217, luglio 2022
4. 2021 - Morte a doppio taglio (Death with a Double Edge), trad. Marco Bertoli, Il Giallo Mondadori n.3229, luglio 2023
5. 2022 - Sia fatta vendetta (Three Debts Paid), trad. Marco Bertoli, Il Giallo Mondadori n.3253, luglio 2025
6. 2023 - The Fourth Enemy

### Serie di William Monk
1. 1990 - Il volto di uno sconosciuto (The Face of a Stranger), Il Giallo Mondadori n. 2252
2. 1991 - Lutto pericoloso (A Dangerous Mourning), Il Giallo Mondadori n. 2310
3. 1992 - Scandalo in famiglia (Defend and Betray), Il Giallo Mondadori n. 2345
4. 1993 - Una morte terribile e improvvisa (A Sudden, Fearful Death), Il Giallo Mondadori n. 2414
5. 1994 - I peccati della lupa (Sins of the Wolf), Il Giallo Mondadori n. 2437
6. 1995 - La maledizione di Caino (Cain His Brother), Il Giallo Mondadori n. 2557
7. 1996 - Il piatto della bilancia (Weighed in the Balance), Il Giallo Mondadori n. 2581
8. 1997 - Il prezzo della colpa (The Silent Cry), Il Giallo Mondadori n. 2605
9. 1997 - Tragica promessa (The Whited Sepulchres o A Breach of Promise), I Classici de Il Giallo Mondadori n. 1037
10. 1999 - La radice del delitto (The Twisted Root), Il Giallo Mondadori n. 2751
11. 2000 - Delitti tra nord e sud (Slaves of Obsession), I Classici de Il Giallo Mondadori n. 944
12. 2001 - Funerale in blu (A Funeral in Blue), I Classici de Il Giallo Mondadori n. 983
13. 2002 - Morte di uno sconosciuto (Death of a Stranger), I Classici de Il Giallo Mondadori n. 1000
14. 2004 - Il carico d'avorio (The Shifting Tide), I Classici de Il Giallo Mondadori n. 1069
15. 2006 - Il fiume mortale (Dark Assassin), Collezione Vintage, Roma, Fanucci Editore, 2009, ISBN 978-88-347-1554-3; Il Giallo Mondadori n. 3064
16. 2009 - Assassinio sul molo (Execution Dock), trad. di S. Brambilla, Collezione Vintage, Roma, Fanucci, 2010, ISBN 978-88-347-1660-1; Il Giallo Mondadori n. 3086
17. 2011 - I dannati del Tamigi (Acceptable Loss), Il Giallo Mondadori n. 3104
18. 2012 - Un mare senza sole (A Sunless Sea), trad. di D. Marchiotti, Collana Oscar Bestsellers n.2501, Milano, Mondadori, 2014, ISBN 978-88-046-4621-1; Il Giallo Mondadori n. 3118
19. 2013 - Giustizia cieca (Blind Justice), Il Giallo Mondadori n. 3133
20. 2014 - Sangue sul fiume (Blood on the Water), Il Giallo Mondadori n. 3152
21. 2015 - I meandri della notte (Corridors of the Night), Il Giallo Mondadori n. 3160
22. 2016 - Il fiume della vendetta (Revenge in a Cold River), Il Giallo Mondadori n. 3168
23. 2017 - Rito di sangue (An Echo of Murder), Il Giallo Mondadori n.3187
24. 2018 - Marea oscura (Dark Tide Rising), Il Giallo Mondadori n.3205

### Serie di Elena Standish
1. 2019 - Death in Focus
2. 2020 - A Question of Betrayal
3. 2021 - A Darker Reality

### Serie "Prima guerra mondiale"
1. 2003 - Alto tradimento (No Graves As Yet: 1914), trad. di Seba Pezzani, Collezione Immaginario Dark, Fanucci Editore, 2005, ISBN 978-88-347-1069-2; Collana TIF. Tascabile Immaginario Fanucci, Fanucci, 2006.
2. 2004 - Giustizia in prima linea (Shoulder the Sky: 1915), trad. di Seba Pezzani, Collezione Immaginario Dark, Roma, Fanucci Editore, 2005, ISBN 978-88-347-1122-4.
3. 2005 - Angeli nell'ombra (Angels in the Gloom: 1916), trad. di A. Di Muzio, Collezione Dark, Roma, Fanucci Editore, 2006, ISBN 978-88-347-1158-3.
4. 2006 - Appuntamento con la morte (At Some Disputed Barricade: 1917), Collana Mistery Pocket, Bresso, Hobby & Work, 2009, ISBN 978-88-785-1948-0.
5. 2007 - We Shall Not Sleep: 1918

### Serie "Storie di Natale"
- 2003 - A Christmas Journey, o Journey Towards Christmas
- 2004 - A Christmas Visitor
- 2005 - A Christmas Guest
- 2006 - A Christmas Secret
- 2007 - A Christmas Beginning
- 2008 - A Christmas Grace
- 2009 - A Christmas Promise
- 2010 - A Christmas Odyssey
- 2011 - A Christmas Homecoming
- 2012 - A Christmas Garland
- 2013 - A Christmas Hope
- 2014 - A New York Christmas
- 2015 - A Christmas Escape
- 2016 - A Christmas Message
- 2017 - A Christmas Return
- 2018 - A Christmas Revelation
- 2019 - A Christmas Gathering
- 2020 - A Christmas Resolution
- 2021 - Lascito di Natale (A Christmas Legacy), trad. di Marco Bertoli, Il Giallo Mondadori n.3246, dicembre 2024
- 2022 - A Christmas Deliverance
- 2023 - A Christmas Vanishing

### Fantasy
- 1999 - Tathea
- 2001 - Come Armageddon

### Romanzi per ragazzi
- 2011 - Tudor Rose
- 2011 - Rose of No Man's Land
- 2012 - Blood Red Rose
- 2012 - Rose Between Two Thorns

### Altri libri
- 1992 - Fashionable Funeral
- 1999 - A Dish Taken Cold
- 2000 - L'ombra della ghigliottina (The One Thing More), Il Giallo Mondadori n. 2790
- 2001 - Naked Came the Phoenix
- 2007 - Heroes (Most Wanted)
- 2010 - The Sheen on the Silk: A Novel
- 2012 - The Scroll (Short Story)

### Antologie di racconti brevi
- 2005 - Price of Desire

### Non-Fiction
- 2004 - Letters From The Highlands